# Giuseppe Chiovenda

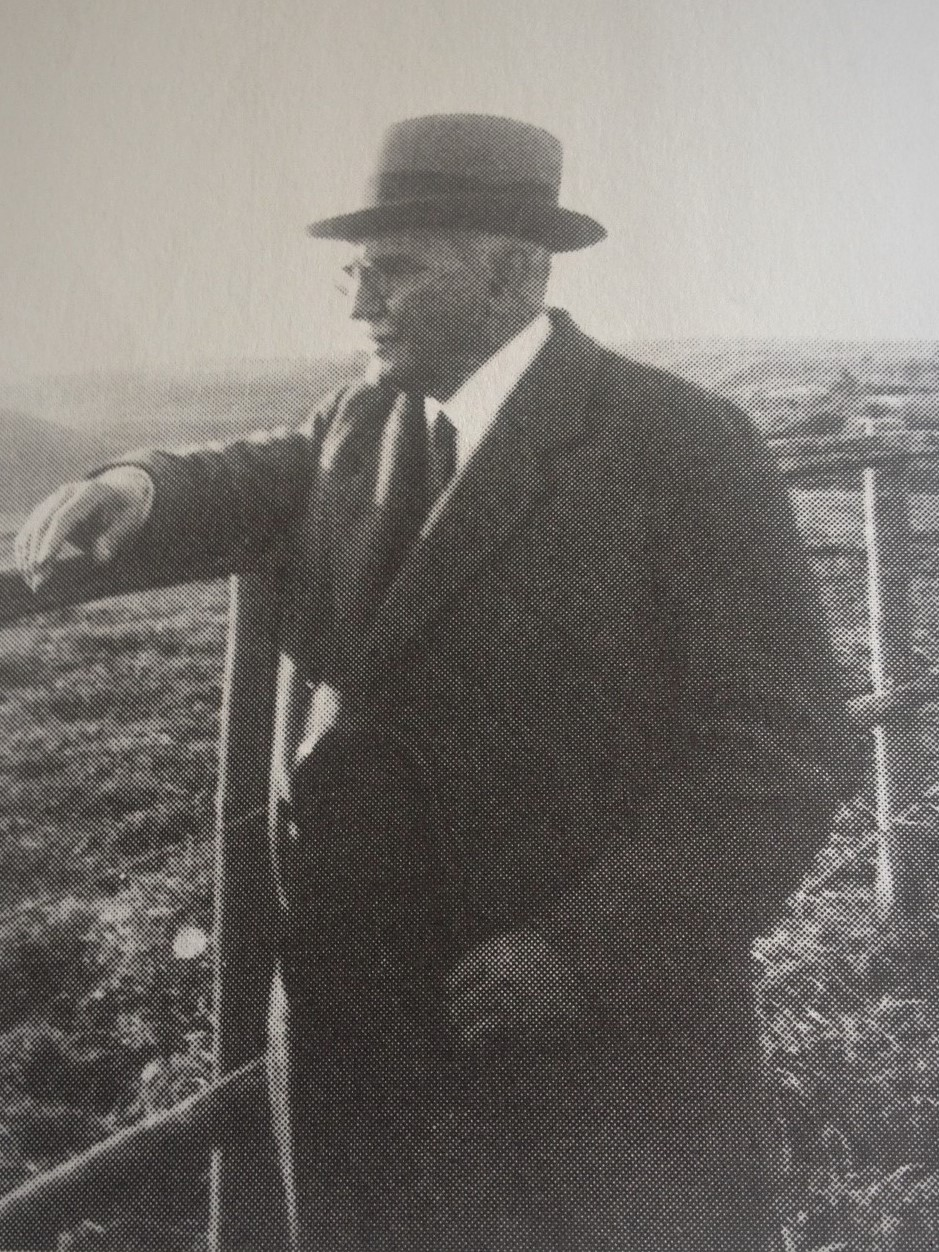
Giuseppe Chiovenda

Giuseppe Chiovenda (* 1872 in Premosello; † 1937 in Novara) war ein italienischer Jurist und Professor an der Universität Rom.
Giuseppe Chiovenda lehrte an den Universitäten von Parma, Bologna, Neapel und Rom. Er prägte die Erneuerung des italienischen Zivilprozessrechtes und führte die Unterscheidung zwischen der Zulässigkeit und der Begründetheit einer Klage ein. Dies hatte zur Folge, dass nur im ersten Fall (gegebene Zulässigkeit) rechtskräftig in der Sache (Begründetheit) entschieden werden kann (concettualmente sentenza ↔ sentenza di rito).
Nach ihm wurde 1959 sein Heimatort zu Premosello-Chiovenda umbenannt.

## Werke
- Saggi di diritto processuale civile (1903)
- Nuovi saggi di diritto processuale civile (1930)
- Princìpii di diritto processuale civile (1934–1937)